# Bolivia op de Olympische Zomerspelen 1992
Bolivia nam deel aan de Olympische Zomerspelen 1992 in Barcelona, Spanje. Net als tijdens de vorige deelnames werd geen medaille gewonnen.

## Deelnemers en resultaten

### Atletiek
| Olympiër                                                    | Onderdeel    | Resultaat | Prestatie                  |
| ----------------------------------------------------------- | ------------ | --------- | -------------------------- |
| Policarpio Calizaya                                         | 5000m (m)    | 50e       | serie 4: 14e in 15.02,02   |
| Policarpio Calizaya                                         | 10000m (m)   | 45e       | serie 2: 24e in 30.27,01   |
| Juan Camacho                                                | marathon (m) | 57e       | 2:26.01                    |
|                                                             |              |           |                            |
| Jacqueline Solíz                                            | 200m (v)     | DSQ       | serie 6: gediskwalificeerd |
| Jacqueline Solíz                                            | 400m (v)     | 39e       | serie 4: 7e in 56,78       |
| Sandra Antelo Gloria Burgos Moré Galetovic Jacqueline Solíz | 4x400m (v)   | 13e       | serie 2: 7e in 3.53,65     |

### Gewichtheffen
| Olympiër       | Onderdeel | Resultaat | Prestatie                                                      |
| -------------- | --------- | --------- | -------------------------------------------------------------- |
| Casiano Tejeda | -90kg (m) | 42e       | trekken: 20e met 127,5kg stoten: 20e met 157,5kg totaal: 285kg |

### Judo
| Olympiër       | Onderdeel | Resultaat | Prestatie |
| -------------- | --------- | --------- | --------- |
| Carlos Noriega | -60kg (m) | 23e       |           |
| Erick Bustos   | -78kg (m) | 22e       |           |

### Schietsport
| Olympiër         | Onderdeel | Resultaat | Prestatie                        |
| ---------------- | --------- | --------- | -------------------------------- |
| Fernando Gamarra | skeet     | 42e       | kwalificatie: 42e met 143 punten |

### Wielersport
| Olympiër   | Onderdeel   | Resultaat | Prestatie                                          |
| ---------- | ----------- | --------- | -------------------------------------------------- |
| Pedro Vaca | sprint (m)  | DNS       | kwalificatie: 23e in 12,243 1e ronde: niet gestart |
| Pedro Vaca | tijdrit (m) | 30e       | 1.14,175                                           |

### Zwemmen
| Olympiër           | Onderdeel            | Resultaat | Prestatie              |
| ------------------ | -------------------- | --------- | ---------------------- |
| Luis Héctor Medina | 200m vrije slag (m)  | 46e       | serie 3: 7e in 2.00,87 |
| Luis Héctor Medina | 400m vrije slag (m)  | 41e       | serie 1: 3e in 4.11,77 |
| Luis Héctor Medina | 100m vlinderslag (m) | 63e       | serie 2: 7e in 1.01,14 |
|                    |                      |           |                        |
| Paola Peñarrieta   | 50m vrije slag (v)   | 48e       | serie 1: 4e in 29,71   |
| Paola Peñarrieta   | 100m vrije slag (v)  | 47e       | serie 1: 7e in 1.04,08 |
| Paola Peñarrieta   | 200m vrije slag (v)  | 37e       | serie 1: 6e in 2.15,74 |

Albanië · Algerije · Amerikaanse Maagdeneilanden · Amerikaans-Samoa · Andorra · Angola · Antigua en Barbuda · Argentinië · Aruba · Australië · Bahama's · Bahrein · Bangladesh · Barbados · België · Belize · Benin · Bermuda · Bhutan · Bolivia · Bosnië en Herzegovina · Botswana · Brazilië · Britse Maagdeneilanden · Bulgarije · Burkina Faso · Canada · Centraal-Afrikaanse Republiek · Chili · China · Chinees Taipei · Colombia · Congo-Brazzaville · Cookeilanden · Costa Rica · Cuba · Cyprus · Denemarken · Djibouti · Dominicaanse Republiek · Duitsland · Ecuador · Egypte · El Salvador · Equatoriaal-Guinea · Estland · Ethiopië · Fiji · Filipijnen · Finland · Frankrijk · Gabon · Gambia · Gezamenlijk team · Ghana · Grenada · Griekenland · Groot-Brittannië · Guam · Guatemala · Guinee · Guyana · Haïti · Honduras · Hongarije · Hongkong · Ierland · IJsland · India · Indonesië · Irak · Iran · Israël · Italië · Ivoorkust · Jamaica · Japan · Jemen · Jordanië · Kaaimaneilanden · Kameroen · Kenia · Koeweit · Kroatië · Laos · Lesotho · Letland · Libanon · Libië · Liechtenstein · Litouwen · Luxemburg · Madagaskar · Malawi · Malediven · Maleisië · Mali · Malta · Marokko · Mauritanië · Mauritius · Mexico · Monaco · Mongolië · Mozambique · Myanmar · Namibië · Nederland · Nederlandse Antillen · Nepal · Nicaragua · Nieuw-Zeeland · Niger · Nigeria · Noord-Korea · Noorwegen · Oeganda · Oman · Oostenrijk · Pakistan · Panama · Papoea-Nieuw-Guinea · Paraguay · Peru · Polen · Portugal · Puerto Rico · Qatar · Roemenië · Rwanda · Saint Vincent‑Grenadines · Salomonseilanden · Samoa · San Marino · Saoedi-Arabië · Senegal · Seychellen · Sierra Leone · Singapore · Slovenië · Soedan · Spanje · Sri Lanka · Suriname · Swaziland · Syrië · Tanzania · Thailand · Togo · Tonga · Trinidad en Tobago · Tsjaad · Tsjecho-Slowakije · Tunesië · Turkije · Uruguay · Vanuatu · Venezuela · Verenigde Arabische Emiraten · Verenigde Staten · Vietnam · Zaïre · Zambia · Zimbabwe · Zuid-Afrika · Zuid-Korea · Zweden · Zwitserland · Onafhankelijke olympische deelnemers